# Shanghai Airlines Cargo
Shanghai Airlines Cargo (上海航空股份有限公司) est une compagnie aérienne cargo basée en République populaire de Chine. Fondée en 2006, elle est une coentreprise entre la compagnie chinoise Shanghai Airlines et la compagnie taïwanaise EVA Air.

## Flotte
La compagnie possède (en mai 2009) une flotte de six appareils :
- 4 MD-11F
- 2 Boeing 757